# همای سعادت
همای سعادت فیلمی به کارگردانی تاپی چاناکیا و نویسندگی سعید مطلبی محصول سال ۱۳۵۰ است.
همای سعادت در بالیوود با نام Subah-O-Shaam اکران شد. این فیلم اولین محصول مشترک سینمای ایران و هندوستان است.

## خلاصه داستان
آرام با دختری هندی الاصل به نام شیرین آشنا شده و شیفتهٔ او می‌شود و چون می‌داند که مادرش هنوز پایبند قیودات و شئونات خانوادگی است لذا به نقشهٔ بردارش ناصر عمل کرده و شیرین را دختر یک مهاراجه معرفی می‌کند. در غیاب آرام حقیقت فاش می‌شود و مادر با تمهیدات مختلف بالاخره شیرین را از زندگی آرام دور می‌کند. آرام که گمان دارد شیرین او را ترک کرده به خواستهٔ مادرش به ازدواج با نازنین تن می‌دهد. نازنین که زنی بی قید و لاابالی است، به زودی آرام را نسبت به خود بی‌تفاوت می‌سازد، این زمانی است که او حتی پسری (رامین) نیز به دنیا آورده‌است. رامین با پسر شیرین (رضا) در مدرسه با هم دوست می‌شوند «ناصر» (برادر آرام) که همه جا دورادور متوجه احوالات شیرین است متوجه حقیقت شده و او نیز آرام را آگاه می‌کند. نازنین به خود آمده و به انحاء مختلف کوشش می‌کند که زندگی اش را حفظ کند ولی موفق نمی‌شود و در اوج ناراحتی طی یک تصادف اتومبیل می‌میرد و پس از آن شیرین و آرام زندگی مشترکشان را بار دیگر شکل می‌دهند.

## بازیگران
- محمدعلی فردین
- وحیده رحمان
- سانجیو کمار
- ایرن زازیانس
- لرتا
- علی میری